# Magnolia vazquezii
Espèce
Statut de conservation UICN

 EN B1ab(iii) : En danger
Magnolia vazquezii est une espèce de plantes à fleurs de la famille des Magnoliacées. C'est un arbre endémique du Mexique.

## Description
C'est un arbre.

## Répartition et habitat
Cette espèce est endémique du Mexique où elle est présente uniquement dans l'état de Guerrero. Elle vit dans la forêt de nuage. Elle est souvent associée avec les espèces Clethra mexicana et Oreopanax. On la trouve également dans les forêts de pins et de chênes.